# 마쓰모토 고헤이
마쓰모토 고헤이(일본어: 松本 孝平, 1994년 7월 31일~)는 일본의 축구 선수이다.

## 구단 경력
그는 2017년 J2리그의 나고야 그램퍼스에 입단했다. 2017년 J2리그 3위를 기록하여 J1리그로 승격했다. 2018년 7월 J3리그의 SC 사가미하라로 이적했다. 2019년부터 2021년까지 일본 풋볼 리그의 FC 마루야스 오카자키와 FC 티아모 히라카타에서 뛰었다. 2022년 J3리그의 가마타마레 사누키로 이적했다. 2023년 J2리그의 방포레 고후로 이적했다. 2024년 J3리그의 카탈레 도야마로 이적했다.